# Alberto Entrerríos
Alberto Entrerríos Rodríguez (ur. 7 listopada 1976 roku w Gijón) – hiszpański piłkarz ręczny, reprezentant kraju. Obecnie występuje w hiszpańskiej Lidze ASOBAL, w drużynie Atlético Madryt. Występuje na pozycji lewego rozgrywającego. Dwukrotnie zdobył brązowy medal olimpijski na Igrzyskach Olimpijskich w Sydney w 2000 roku oraz w Pekinie w 2008 roku. W 2005 roku zdobył złoty medal mistrzostw świata. Jego bratem jest inny piłkarz ręczny, reprezentant Hiszpanii – Raúl Entrerríos.

## Sukcesy

### klubowe
- Mistrzostwo Hiszpanii: (5x)  2001, 2004, 2008, 2009, 2010
- Superpuchar Hiszpanii: (6x)  1999, 2002, 2004, 2007, 2010
- Puchar Króla: (2x)  2003, 2008
- Puchar Ligi ASOBAL: (6x)  1999, 2004, 2005, 2006, 2007, 2008
- Liga Mistrzów: (2x)  2008, 2009
- Finalista Ligi Mistrzów: (2x)  2001, 2005
- Finalista Pucharu EHF: (1x)  2002

### reprezentacyjne
- Mistrzostwo Europy Juniorów: (1x)  2000
- Brązowy medal olimpijski: (2x)  2000 (Sydney), 2008 (Pekin)
- Brązowy medal mistrzostw Europy: (1x)  2000
- Mistrzostwo Świata: (2x)  2005, 2013
- Wicemistrzostwo Europy: (1x)  2006

## Nagrody indywidualne, Wyróżnienia
- Najlepszy zawodnik sezonu Ligi ASOBAL: 2000, 2001, 2002
- Najlepszy piłkarz ręczny roku w Hiszpanii: 2002